# Deutsche Forschungsgemeinschaft
Deutsche Forschungsgemeinschaft (în română Comunitatea germană a cercetării), abreviat DFG, este o asociație fără scop lucrativ, persoană juridică autoadministrată, care are drept scop promovarea științei și cercetării în Germania. Membrii DFG sunt în majoritate universități și instituții de cercetare de interes general, ca și academiile de științe germane.
DFG a fost creată în anul 1920, în timpul Republicii de la Weimar, cu numele Notgemeinschaft der deutschen Wissenschaft (Comunitatea de urgență a stiințelor germane). În 1929 numele a fost modificat în Deutsche Gemeinschaft zur Erhaltung und Förderung der Forschung (Comunitatea germană pentru conservarea și promovarea cercetării), cu varianta (Deutsche) Forschungsgemeinschaft. Formal, ea și-a continuat activitatea în Germania Nazistă, dar a încetat să fie o organizație autonomă: mulți dintre membrii comunității au aderat la cursul autoritar si naționalist al guvernului, iar direcțiile de cercetare agreate de regim, ca eugenia nazistă și științele agrare, au fost finanțate privilegiat. După Al Doilea Război Mondial, asociația Notgemeinschaft der Deutschen Wissenschaft a fost recreată în 1949. În același an s-a constituit și Deutscher Forschungsrat (Consiliul german al cercetării), orientat către politica științifică. Cele două organizații au fuzionat în anul 1951, sub numele actual Deutsche Forschungsgemeinschaft.